# Parque Seac Pai Van de Macao
El Parque Seac Pai Van de Macao (en chino, 石排灣郊野公園) o en pinyin, Shí pái wān jiāoyě gōngyuán en portugués : Parque de Seac Pai Van (Macau), es un parque, arboreto y jardín botánico de 198 hectáreas de extensión que se encuentra próximo a la ciudad de Macao en China.
Depende administrativamente de los "Serviços de Zonas Verdes e Jardins, Instituto para os Assuntos Cívicos e Municipais de Macau". 
El código de identificación internacional del Parque Seac Pai Van de Macao, así como las siglas de su herbario es TAIPA.

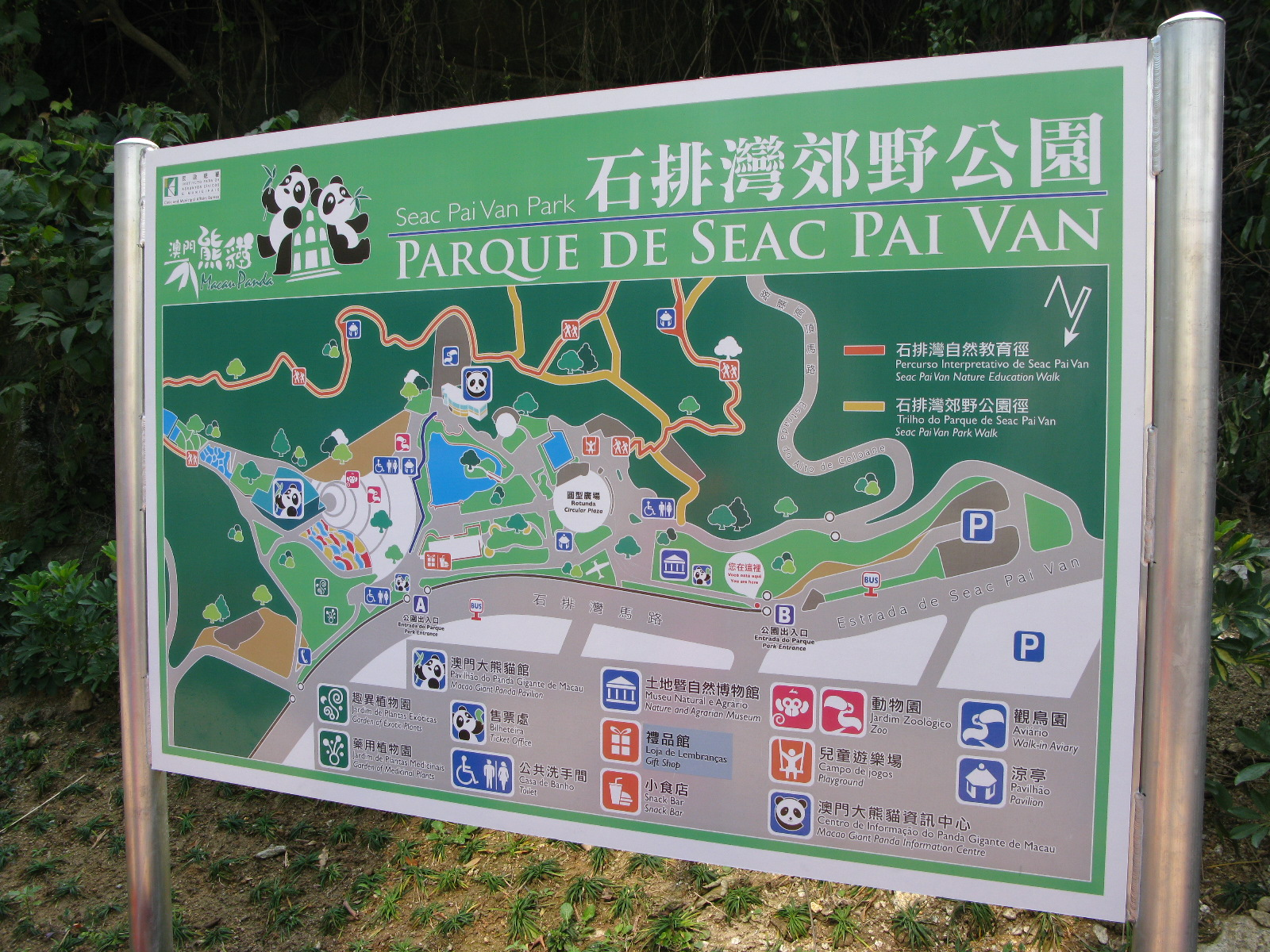
Plano del parque Seac Pai Van.

## Localización
El "Parque Seac Pai Van de Macao", se encuentra situado al oeste de la isla de Coloane, al norte de la cantera, al oeste de Shek Pai Wan Road, en la South Central High carretera de acceso directo superior, y junto a la carretera del ejército al este. 
Parque Seac Pai Van de Macau Serviços de Zonas Verdes e Jardins, Instituto para os Assuntos Cívicos e Municipais, Parque de Seac Pai Van, Coloane, Macao China.
Planos y vistas satelitales.22°11′28.68″N 113°33′5.4″E / 22.1913000, 113.551500
- Altitud 30 m s. n. m.
- Temperatura media anual 18.7 °C
- Promedio de lluvia anual 1400 mm.

## Historia
Ya en 1981 por legislación sobre áreas protegidas esta zona gracias a su valor ecológico, el paisaje y el interés científico se había convertido en área protegida, creando un precedente para valorar e incrementar la educación de la naturaleza en Macao.
En 1984 se convirtió en el primer parque de Macao. Abriendo al público en 1985 con instalaciones como un jardín botánico y con animales en el parque, con una gran riqueza de fauna, y un Aviario, enfocando su interés en la enseñanza de la biología para la cual es un buen campo de aprendizaje. 
Se creó también el "Museo de Historia Natural" donde encontramos una versión condensada de como son estas tierras, su agricultura y la geografía natural de Macao. Un registro del pasado de la vida agrícola y el medio ambiente natural de Macao, que se puede comprobar en unos senderos naturales didácticos.
También en 2011 se abrió el "Museo del Panda Gigante" y centro de información del panda gigante de Macao ofrece un tesoro público de conocimiento sobre la conservación del panda. 

## Colecciones
Entre las colecciones especiales que alberga, son de destacar:
- Jardín de plantas medicinales, con 138 especies. En la entrada se encuentra un frangipani. El Rub que deja un olor nauseabundo como a excrementos, pero se puede cocinar quitándoles su efecto tóxico. Además de Phyllosticta paederiae que se utiliza para hacer los pasteles paederiae que tienen unos veinticuatro sabores y también se utiliza como una medicina casera esencial.[2] La planta conocida en chino como "Mei latifolia" de nombre científico Ilex asprella (en inglés se denomina como "Ciruelo de hojas de acebo"), que sus raíces se utilizan para desintoxicar la sangre, el líquido, puede curar un resfriado, mareo, dolor de cabeza, dolor de garganta, la tos ferina, la gonorrea y contusiones y las hojas contienen ácido ursólico, que tienen un efecto terapéutico sobre la angina y la enfermedad cardíaca coronaria.[3] La planta del té de la que hay 5 variedades, que según Shennong y su antigua sabiduría pasa por ser la panacea en numerosos envenenamientos ya que probó centenares de hierbas sobre sí mismo para descubrir su poder curativo. La planta "pie de pato" que es una variedad de cáñamo.
- Jardín de plantas exóticas con 53 especies.
- Jardín de flores fragantes con 32 especies.
- Arboretum con 100 especies.
- Paseo de las Pteridophytas con 50 especies.
- Zona Experimental de plantas importadas con 100 especies.

Detalles
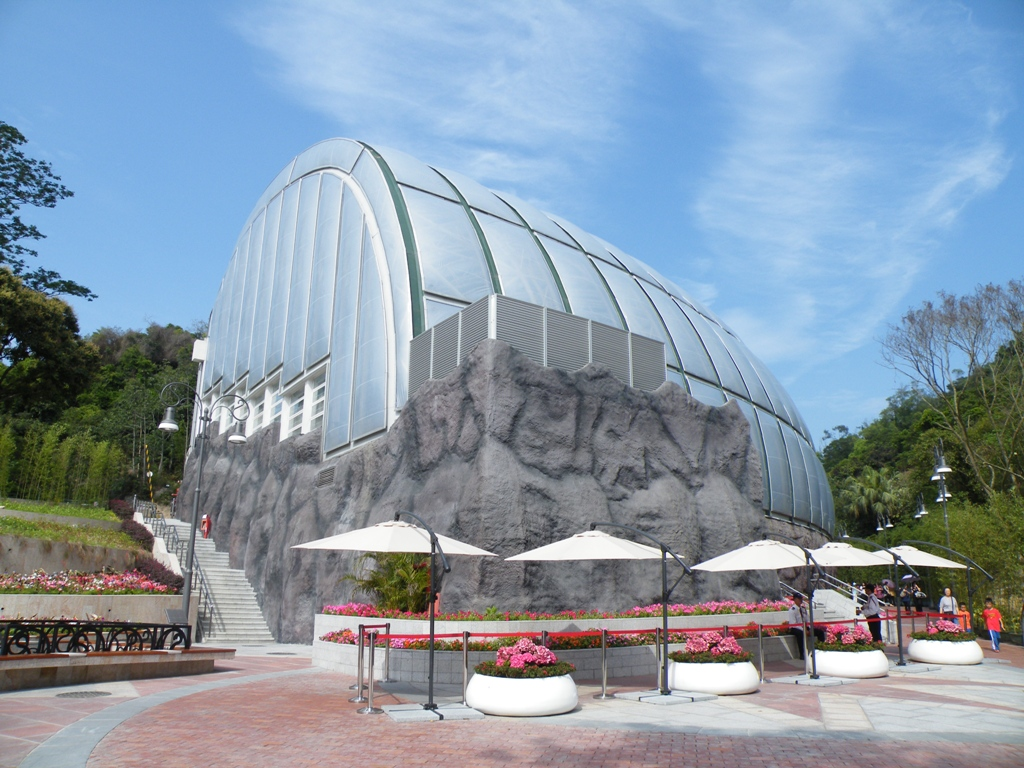
El pabellón sobre el Panda Gigante.
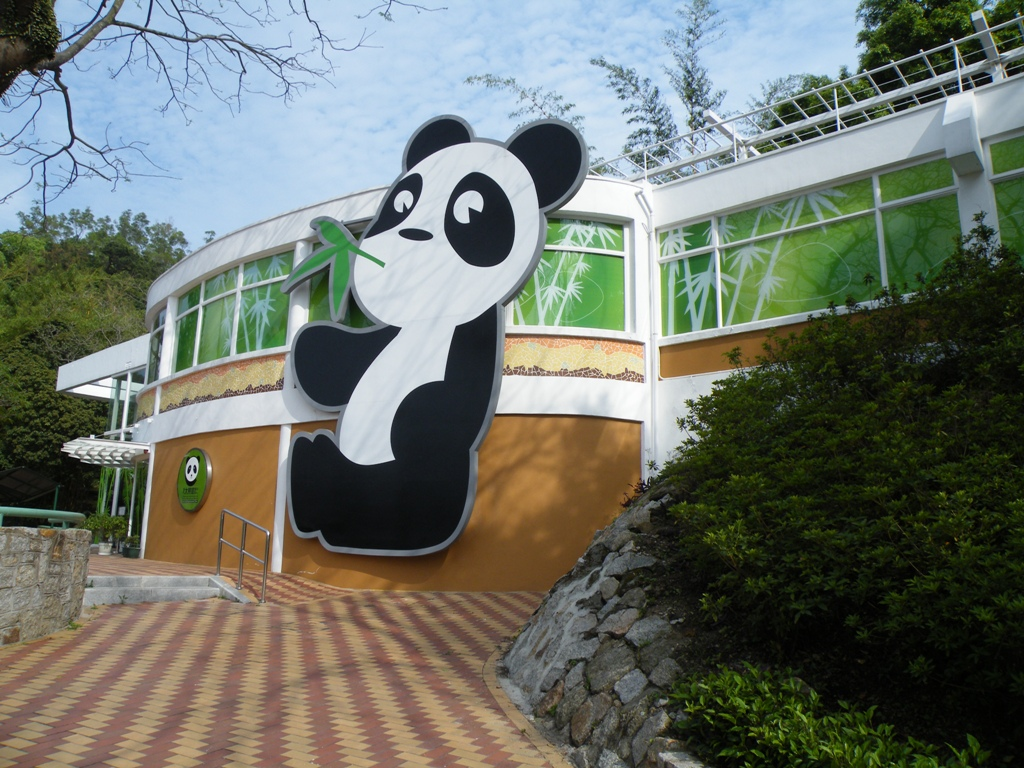
Centro de información del Panda Gigante.
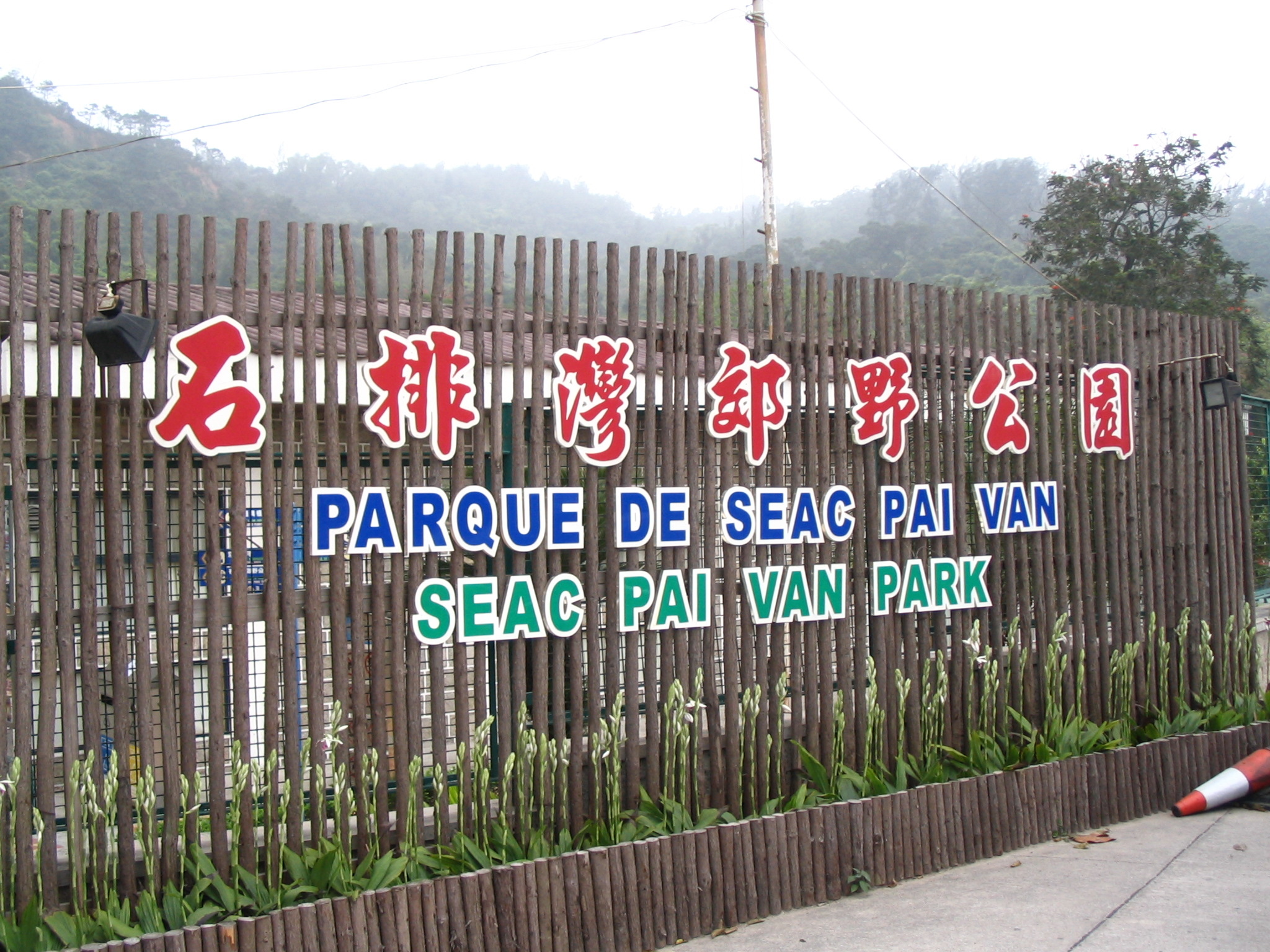
Nombre del parque en chino, portugués e inglés.
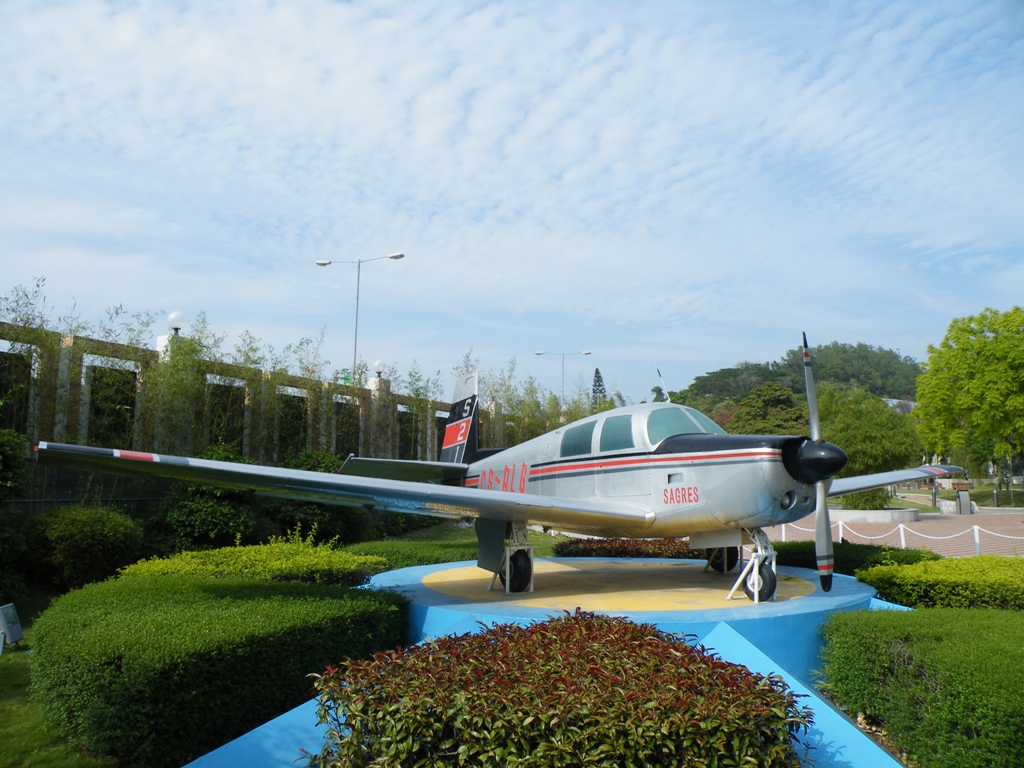
La avioneta "SAGRES", en el parque.

## Servicios
- Salas de exposiciones
- Restaurantes
- Puestos de venta
- Red de senderos

También hay unos servicios completos de recreación, que incluyen una zona de juegos para niños y Park Drive, en la que los niños pueden divertirse juntos. 